# Gum (cráter)

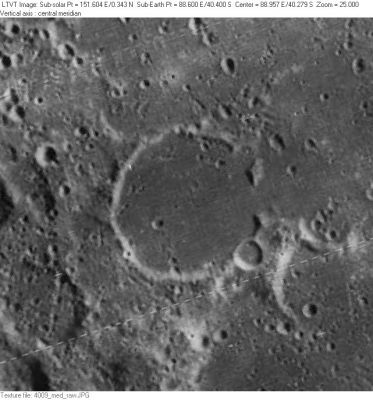
Fotografía de la misión Lunar Orbiter 4

Gum es un cráter de impacto que se encuentra cerca de la extremidad sudeste de la Luna, por lo que se observa casi de lado desde la Tierra. Se encuentra situado en el irregular borde occidental del Mare Australe, al noreste del cráter Hamilton. Hacia el norte-noroeste aparece el cráter Abel, de mayor tamaño, y al este-sureste se localiza Jenner.
El piso interior de este cráter ha sido completamente formado por la lava que lo invadió a través de una brecha en el borde oriental. El brocal aparece como un arco formado por las suaves elevaciones remanentes que quedaron por encima de la superficie. Un pequeño cráter inundado se inserta en el borde suroriental, y los restos de otro pequeño cráter producen una incisión en el borde noreste. El piso interior tiene el mismo bajo albedo que el mar lunar situado al este, y solamente está marcado por algunos cráteres pequeños.

## Cráteres satélite
Por convención estos elementos son identificados en los mapas lunares poniendo la letra en el lado del punto medio del cráter que está más cerca de Gum.
|     | \| Gum \| Coordenadas \| Diámetro \| \| --- \| ----------------------------- \| -------- \| \| S \| 39°48′S 85°00′E / -39.8, 85.0 \| 33 km \| |          |
| Gum | Coordenadas | Diámetro |
| S   | 39°48′S 85°00′E / -39.8, 85.0 | 33 km    |